# غابة الزرايب
غابة الزرايب تقع غابة جدر في منطقة الباحة بالمملكة العربية السعودية، تتمتع الغابة بالمناظر الرائعة والشلالات ويوجد بها بئر كبير وعميق وان اصلة في محافظة بني حسن يسمى من قبل اهالي المنطقة ب(بئر القلت) يصبو علية شلال عميق ارتفاعة يصل إلى 200 متر على مستوى سطح البئر وأيضا يوجد بالغابة سد متوسط الحجم يسمى ب(سد العامر) وتقع الغابة بين بعض القرى منها قرية خيرة وقرية العامر وبعض قرى الشعف وقرية قرن ظبي الذين يملكون فيه اراضي بصكوك من المحكمة والاخرون ورثو هذي البلاد من اجدادهم ولكن لايملكون صكوك.